# Technische und Gewerbliche Lehranstalt
In Österreich gibt es fünf Schulen, die als Technische und Gewerbliche Lehranstalten (TGLA) bezeichnet werden und direkt dem Bundesministerium für Bildung, Wissenschaft und Forschung unterstehen.
Der Teilbereich TGLA bildet zusammen mit dem Bereich der Land- und Forstwirtschaftliche Lehranstalten (LFLA) die Zentrallehranstalten (ZLA).

## Der Unterschied zu AHS, BMHS und BS
Die technischen und gewerblichen Lehranstalten unterstehen, wie die Land- u. Forstwirtschaftlichen Lehranstalten, keiner Bildungsdirektion, sondern direkt dem österreichischen Bundesministerium für Bildung, Wissenschaft und Forschung. Dies ist primär auf historische Gründe und die Zeit der Monarchie zurückzuführen, da die Zentrallehranstalten zu den ältesten berufsbildenden Schulen in Österreich zählen. Die Tatsache, dass dieser Status bis heute besteht, liegt am Interesse des Bundesministeriums für Bildung, Wissenschaft und Forschung neue Ideen unkompliziert im Rahmen von Schulversuchen ausprobieren zu können.

## Zugehörige Lehranstalten
Zu den Technischen und gewerblichen Lehranstalten gehören:
- die Höhere Bundes-Lehr- und Versuchsanstalt für Textilindustrie und EDV („Spengergasse“, Wien 5)
- das Technologische Gewerbemuseum („TGM“, Wien 20)
- die Höhere Graphische Bundes-Lehr- und Versuchsanstalt („Die Graphische“, Wien 14)
- die Höhere Bundeslehr- und Versuchsanstalt für chemische Industrie („Rosensteingasse“, Wien 17)
- das Bundesinstitut für Sozialpädagogik in Baden

## TGLA in der Schülervertretung
Ein TGLA Sprecher ist, gleich wie der LFLA Sprecher, eines der 29 Mandate der Bundesschülervertretung und vertritt somit die 1,1 Mio. Schüler Österreichs. Weiters ist entweder der TGLA Sprecher oder sein Stellvertreter in den meisten Fällen eines von zwei aktiven Mandaten der Zentrallehranstaltenschülervertretung (ZSV).